# Đồng Quang (phường)
Đồng Quang là một phường nằm ở khu vực trung tâm thành phố Thái Nguyên, tỉnh Thái Nguyên, Việt Nam.

## Địa lý
Phường Đồng Quang nằm ở khu vực trung tâm thành phố Thái Nguyên, có vị trí địa lý:
- Phía đông giáp phường Phan Đình Phùng
- Phía tây giáp phường Tân Thịnh
- Phía nam giáp phường Gia Sàng và phường Tân Lập
- Phía bắc giáp phường Hoàng Văn Thụ và phường Quang Trung.

Phường Đồng Quang có diện tích 1,46 km², dân số năm 1999 là 5.864 người, mật độ dân số đạt 4.016 người/km².

## Lịch sử
Sau năm 1975, Đồng Quang là một xã thuộc thành phố Thái Nguyên.
Ngày 8 tháng 4 năm 1985, Hội đồng Bộ trưởng ban hành Quyết định số 109-HĐBT. Theo đó, thành lập phường Đồng Quang trên cơ sở toàn bộ diện tích và dân số của xã Đồng Quang.
Ngày 11 tháng 7 năm 1994, Chính phủ ban hành Nghị định số 64-CP, thành lập phường Quang Trung trên cơ sở một phần diện tích và dân số của phường Đồng Quang. Do vậy, hiện nay mặc dù mang tên là "Đồng Quang" song chợ Đồng Quang và ga Đồng Quang không nằm trên địa phận của phường mà nằm trên phường Quang Trung.
Đến năm 2019, phường Đồng Quang được chia thành 18 tổ dân phố, đánh số từ 1 tới 18.
Ngày 11 tháng 12 năm 2019, sáp nhập ba tổ dân phố 1, 2, 3 thành tổ dân phố 1, đổi tên tổ dân phố 4 thành tổ dân phố 2, sáp nhập tổ dân phố 5 và một phần tổ dân phố 6 thành tổ dân phố 3, sáp nhập phần còn lại của tổ dân phố 6 và hai tổ dân phố 8, 9 thành tổ dân phố 4, đổi tên tổ dân phố 7 thành tổ dân phố 5, đổi tên tổ dân phố 10 thành tổ dân phố 6, sáp nhập tổ dân phố 12 và một phần tổ dân phố 11 thành tổ dân phố 8, đổi tên phần còn lại của tổ dân phố 11 thành tổ dân phố 7, đổi tên tổ dân phố 13 thành tổ dân phố 9, đổi tên tổ dân phố 14 thành tổ dân phố 10, sáp nhập hai tổ dân phố 15 và 16 thành tổ dân phố 11, sáp nhập hai tổ dân phố 17 và 18 thành tổ dân phố 12.

## Hành chính
Phường Đồng Quang được chia thành 12 tổ dân phố: 1, 2, 3, 4, 5, 6, 7, 8, 9, 10, 11, 12.

## Hạ tầng
Phường Đồng Quang được bao quanh bởi các con đường: Hoàng Văn Thụ, Quang Trung, Lương Ngọc Quyến, Thống Nhất; 2 tuyến lớn trong khu dân cư là Phan Đình Phùng, Việt Bắc; cũng như những phường khác, hệ thống đường nội bộ khu dân cư của phường Đồng Quang khá phức tạp, nhiều ngõ hẻm dài hàng ki-lô-mét mới ra đến trục đường chính.
Đồng Quang là địa phương đầu tiên của Thành phố Thái Nguyên hoàn thành khu dân cư mới theo hướng hiện đại. Hiện nay, phường Đồng Quang có khu dân cư Xuân Thịnh đã hoàn thành và phủ kín 70% diện tích. Các khu đô thị mới đang được đầu tư trên địa bàn như: Khu đô thị 1,3,4 Đồng Quang; Khu đô thị mới Thịnh Quang.